# Mitja
|  | No s'ha de confondre amb mitjana. |

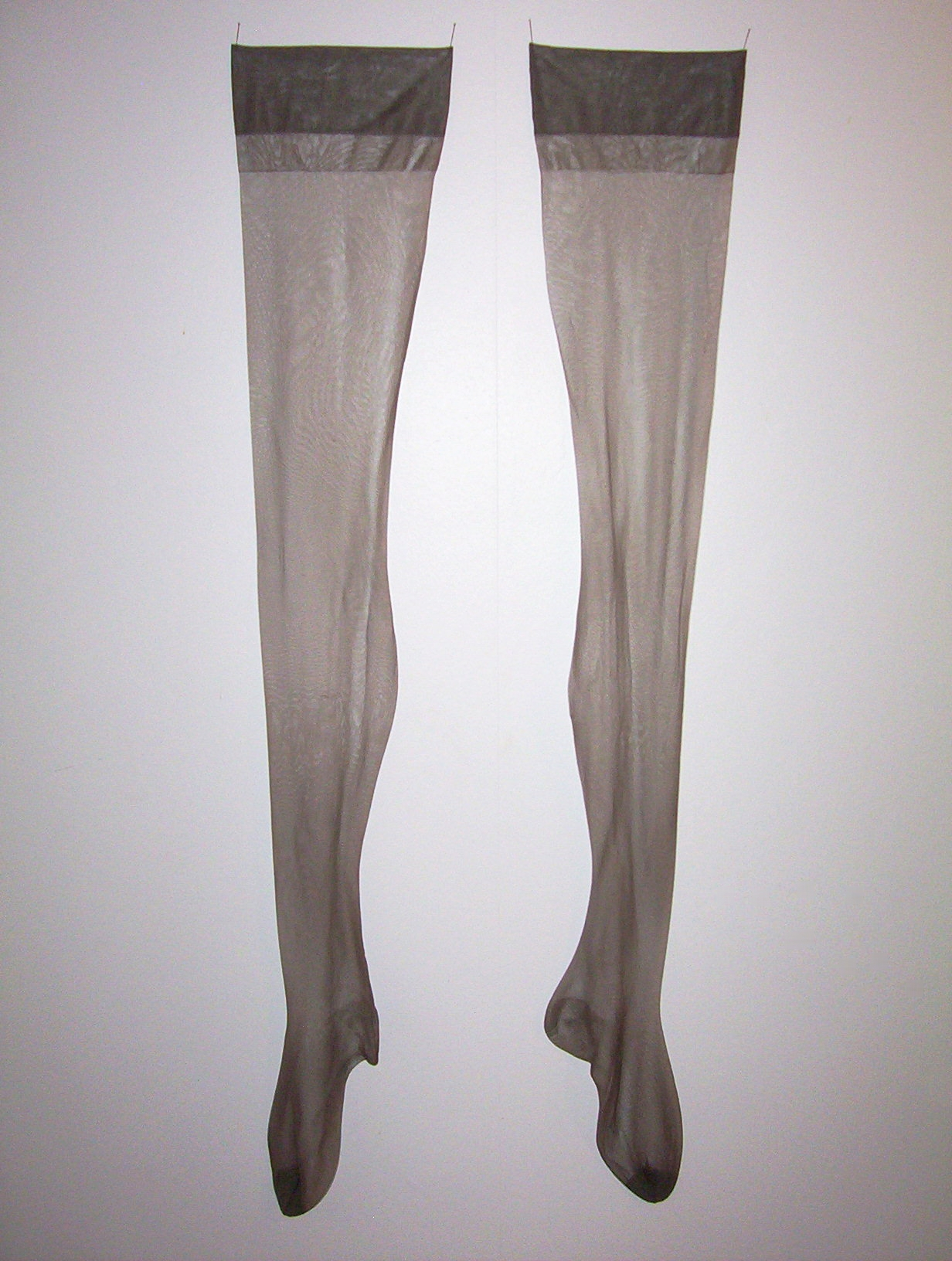
Mitges de niló

La mitja (o calça a les Illes, a les Terres de l'Ebre, al sud de la Franja de Ponent i al País Valencià) és una peça de roba interior femenina que cobreix la cama des dels peus fins a mitjan panxell o fins a mitja cuixa. Tradicionalment de cotó o de seda, les mitges actuals solen ésser de teixit sintètic (lycra, niló). La seua funció és protegir del fred, i també simplement estètica. Les mitges es poden sostenir amb una mena de cintes anomenades lligacames (o lligues); o bé combinar-se amb suspensors anomenats portalligues (o portalligacama); o bé, més modernament, poden dur incorporada una banda elàstica (mitges autoadherents). Moltes vegades aquests accessoris són adornats amb punta.

## Història
En català, el nom originari d'aquesta peça de roba fou calça. En el segle xvi, la calça (que cobria la cama de l'engonal als peus) es dividí, d'una banda, en una part superior, la calça simple, que tendí a fondre's amb la braga (la qual cobria l'abdomen i la cuixa); i, d'altra banda, una part inferior, la mitja calça. Amb el temps, les zones centrals de la llengua simplificaren la dualitat terminològica braga/calça i calça/mitja calça tot denominant calça la peça superior i mitja la peça inferior; les àrees laterals, en canvi, feren la simplificació tot conservant les denominacions originàries.
El català mitja equival a l'anglès stocking, oc. debàs, esp. media, fr. bas, it. calza, port. meia, etc.
Tradicionalment les mitges fines eren de seda, i també n'hi havia de cotó; però entre les classes populars, i sobretot a pagès, predominaven les de llana o teixides. La coloració anà variant: en el segle xviii podien ser blanques, roses o anar a joc amb el vestit; pels volts del 1800 predominen els colors blanc, carn i pastell. A mitjan segle xix sorgeix la mitja de malla, aviat clàssica, i comença a predominar la mitja negra, al principi per a ús nocturn; esdevindrà el prototip de la mitja elegant per excel·lència, i, de fet, si no hi va néixer, el fetitxisme de la mitja es desenvolupà interrelacionat amb aquest color. Mentrestant, la Revolució Industrial possibilita la producció mecànica en sèrie, que, a la llarga, democratitzarà la mitja en reduir-ne el preu.
Cap al 1900 les mitges són de costura, element relacionat amb la tècnica de producció, però que de seguida afegeix un punt més de fascinació a la mitja femenina; els colors són el carn, el blanc o el negre. Als anys vint es viu l'apogeu del color carn, que restarà fins avui com un clàssic, i sorgeixen les mitges “metàl·liques”, lluents.

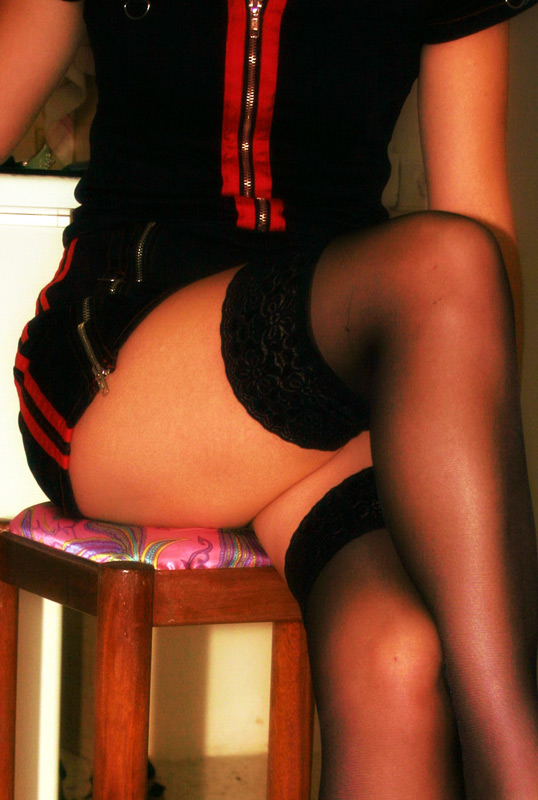
Dona asseguda amb mitges autoadherents

Tradicionalment, i essent les faldilles llargues fins als peus o poc menys, no calia que les mitges fossin gaire altes: arribaven tot just sobre el genoll, on se subjectaven amb lligacames. Durant els anys vint, i coincidint amb l'escurçament de les faldilles, les mitges s'eleven fins a mitja cuixa, amb la qual cosa adopen l'alçada actual; llavors passen a subjectar-se amb portalligues.

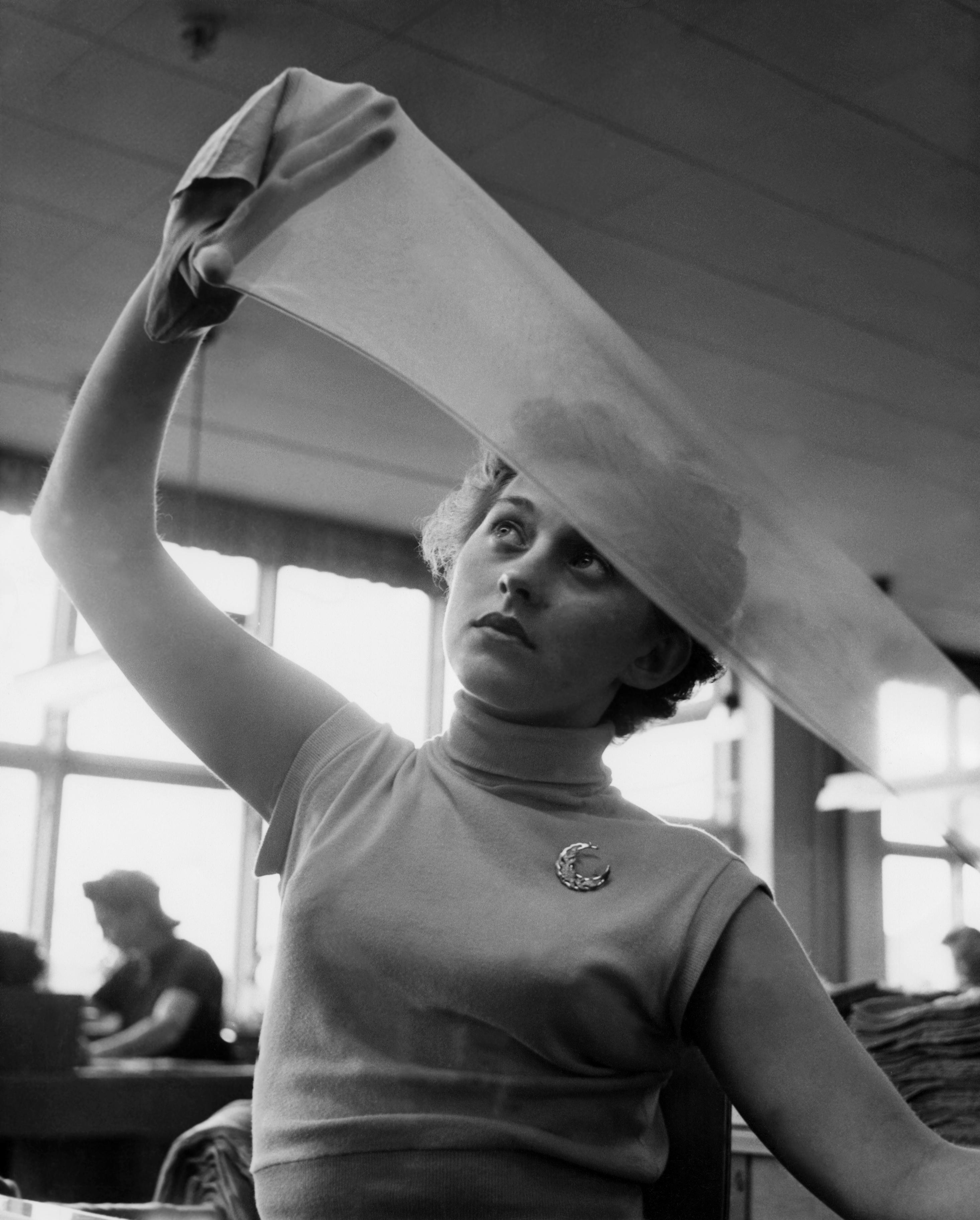
Malmö Strumpfabrik 1954.

La comercialitzatció de les mitges de niló, a partir de 1940, constitueix una autèntica revolució, en aportar un producte relativament barat, i estèticament satisfactori, que supera les mitges tradicionals quant a elasticitat, comoditat i durada. Emperò, la Segona Guerra Mundial, entre racionament, escassedat i misèria, constitueix un parèntesi en què la disponibilitat de mitges (com de roba en general) es rarifica; com en la llarga postguerra de l'Estat espanyol, moltes dones es pinten una ratlla a la cama per tal de simular que duen mitges.
A partir de 1945 les mitges de niló esdevenen estàndard, amb la qual cosa les mitges sense costura acaben substituint del tot les mitges amb costura, que pels volts de 1960 ja eren una raresa. De llavors ençà han anat apareixent noves fibres artificials que combinen suavitat, resistència i elasticitat alhora que tendeixen a imitar la transparència de la mitja fina tradicional. La mitja de seda, emperò, conserva un prestigi difícilment igualable. D'altra banda, avui tornen a fabricar-se mitges amb costura, però amb mitjans industrials; se'n fan per motius merament estètics, atès que la costura ha esdevingut tècnicament innecessària.
A partir dels anys seixanta les mitges pròpiament dites han estat substituïdes en l'ús diari pels pantis, ja que aquests són més còmodes i fàcils de posar, protegeixen més del fred i, a més a més, no requereixen lligues ni de portalligues com les mitges (tot i que avui dia hi ha mitges autoadherents, que tampoc no necessiten portalligues i se sostenen sense). De fet, sovint els pantis són anomenats, impròpament, "mitges", segurament per tradició. Amb tot, les mitges de tipus tradicional conserven un atractiu estètic i unes connotacions sensuals --per a les dones i, encara més, per als homes-- que els garanteix un espai en el vestuari per a determinades ocasions. Mentrestant, s'ha multiplicat el ventall d'opcions de color i to, per bé que la mitja negra conserva un paper especial com a signe d'elegància i formalitat, i també com a fetitxe eròtic de primera magnitud.

## Variants
Un perill sempre present en les mitges, i heretat fins i tot pels pantis actuals, és el de fer-s'hi una carrera, i no diguem ja un estrip, bé que els teixits actuals, més resistents, no en són tan suceptibles com els tradicionals
També els homes dugueren mitges fins que desaparegueren els calçons en el pas del segle xviii al xix.
Una variant de la mitja és la mitja curta, per sota del genoll, usada sovint per les dones en combinació amb pantalons, com a alternativa als mitjons; usar-les amb faldilla generalment es considera de molt mal gust, perquè fàcilment es mostren senceres. Les mitges curtes manquen de connotacions eròtiques, i, de fet, molts homes les consideren directament antieròtiques.
El piqui és una peça emparentada parcialment amb la mitja i parcialment amb el mitjó.

## Terminologia segons els parlars catalans
A les illes Balears, a les Terres de l'Ebre, al sud de la Franja de Ponent i a una gran part del País Valencià, calces significa 'mitges', i calcetins hi vol dir 'mitjons'; les calces pròpiament dites hi són, doncs, bragues.
A la Catalunya oriental i septentrional hom designà amb el nom de mitja la mitja calça, i amb el de calces (que després s'ha mantingut en el significat de pantaló) la peça que cobria de la cintura als peus, anomenada calçons a la resta dels Països Catalans.
Açò pot comportar confusions importants. Aquesta dualitat de denominacions té explicació històrica: originàriament, aquesta peça de roba s'anomenava braga en català (com en llatí), i cobria l'abdomen i la cuixa. A l'edat mitajana, la calça era una peça del vestuari femení i masculí que cobria el peu i la cama adaptant-s’hi. Les calces eren de teixit, feltre, cuir, etc. Podien portar soles de cuir, que permetien de prescindir d’un altre calcer. Generalment arribaven fins al genoll, i se sostenien per mitjà de lligacames. Als darrers segles medievals es generalitzà l’ús de les calces masculines llargues —llevat entre els camperols—, les quals evolucionaren fins a convertir-se en una sola peça, que vestia de la cintura als peus, que, amb la generalització del teixit de punt, prengué la forma emmotllada. Quan, al segle xvi, la calça tradicional es dividí en dues parts, la superior, anomenada també calça, tendí a fondre's amb la braga; alhora, la part inferior de l'antiga calça, independitzada, rebé el nom descriptiu de mitja calça. Amb el temps, les zones centrals de la llengua simplificaren la dualitat terminològica braga/calça i calça/mitja calça tot denominant calça la peça superior i mitja la peça inferior; els dialectes de les àrees laterals, al contrari, han fet la simplificació tot conservant les denominacions originàries. En rossellonès les calces són els pantalons i les mitges són els mitjons.